# Yoldiazee
| Holoceen                               | Oostzee          | 5000 - 0        |
| Holoceen                               | Littorinazee     | 8500 - 5000     |
| Holoceen                               | Ancylusmeer      | 10.700 - 8500   |
| Holoceen                               | Yoldiazee        | 11.600 - 10.700 |
| Pleistoceen                            | Baltisch IJsmeer | 15.000 - 11.600 |
| Ouderdomfases gebaseerd op Björck 2008 |                  |                 |

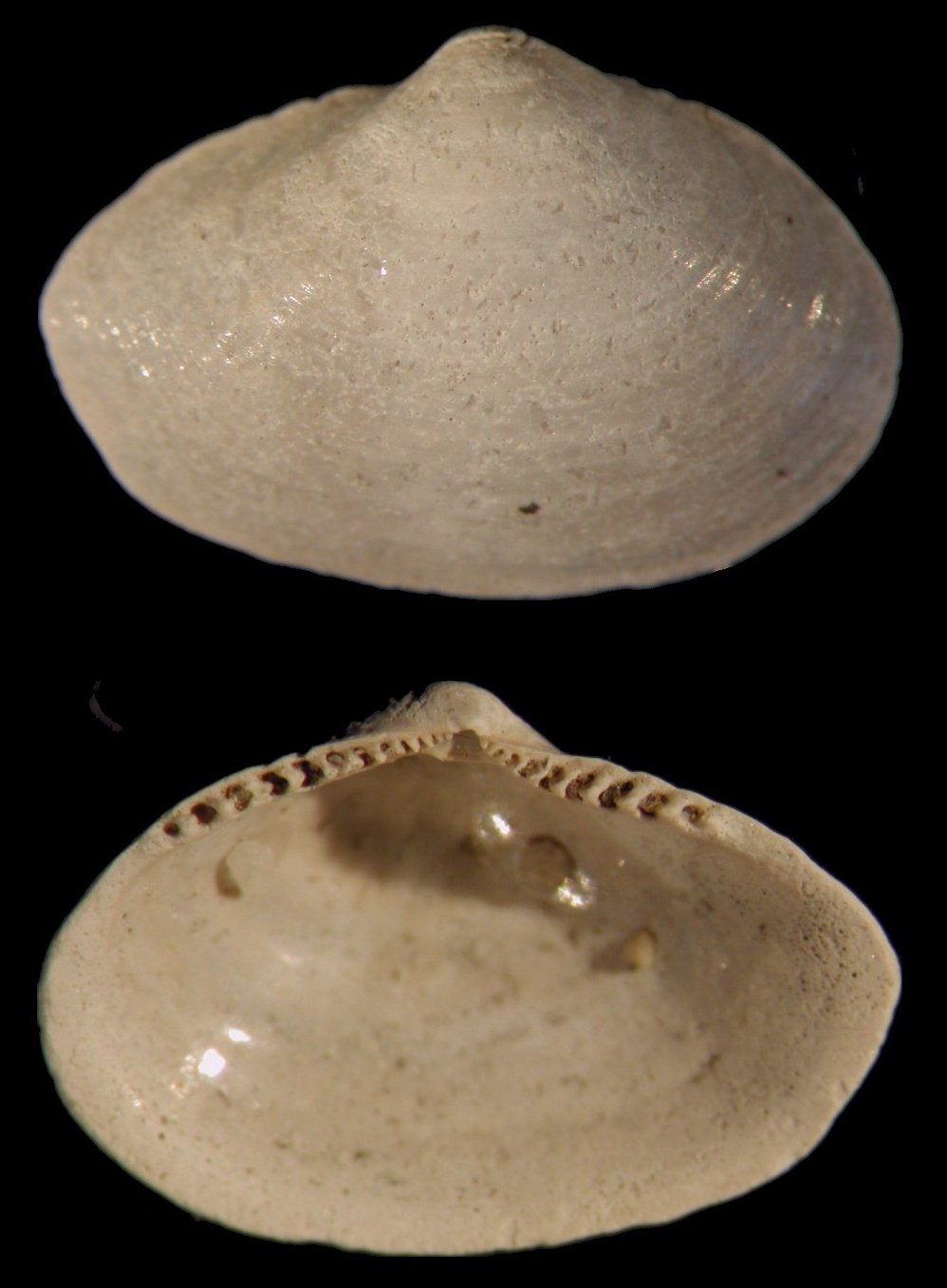
Portlandia arctica (voorheen Yoldia arctica)

De Yoldiazee was een fase in de ontwikkeling van de huidige Oostzee, waarin het water voornamelijk brak was, nadat het Baltische ijsmeer leeggestroomd was in de Noordzee. Dateringen met de C14-methode wijzen uit dat de Yoldiazee bestond van ongeveer 9600 tot 8700 voor Christus. Door postglaciale opheffing van de bodem onder Scandinavië viel daarna de doorgang naar de Noordzee droog, waardoor de Yoldiazee veranderde in het Ancylusmeer.
De naam Yoldia werd in 1865 gegeven door de Zweedse 19de-eeuwse geoloog Otto Martin Torell en komt van het schelpdier Yoldia arctica, dat als fossiel op veel plaatsen langs de huidige Oostzeekust gevonden wordt. Deze soort heeft koud zout water nodig en verdraagt een sterke verzoeting. Dit is een situatie die zich in zeeën voordoet waarin gletsjers uitmonden, waardoor er veel smeltwater in zee terechtkomt. Dit heeft zich op verschillende momenten in het Noord- en Oostzeegebied voorgedaan, zoals aan het eind van het Elsterien, het Saalien en het Weichselien. De soort is karakteristiek voor de sedimentlagen uit de Yoldiazee.

## Geografie
De Botnische Golf was nog met ijs bedekt en maakte dus geen deel uit van de Yoldiazee. De Finse Golf was wel open, en Zuid-Finland lag onder water, waarbij vele eilandjes boven water uitstaken. Het Ladogameer was via een straat met de Finse Golf verbonden. Rond 11.000 jaar geleden zat Noord-Duitsland via Denemarken vast aan Zuid-Zweden. Door het wegsmelten van de ijskap na het einde van de laatste ijstijd bewoog de bodem langzaam omhoog, waardoor Finland en Zweden steeds verder droog kwamen te liggen. Sommige delen van de kustlijn uit de tijd van de Yoldiazee liggen tegenwoordig een aantal tientallen meters boven water. Rond 10.500 jaar geleden lag de zeespiegel in het zuiden ongeveer 30 meter onder de huidige stand.

## Tijdvak
De Yoldiazee bestond tijdens het tijdvak Boreaal uit de Blytt-Sernandertijdschaal. De kusten waren begroeid met boreaal bos. Mesolithische culturen woonden langs de kust in Noord-Duitsland, Noord-Polen, Denemarken en Zuid-Zweden.

## Ontstaan en ontwikkeling
Het Baltische IJsmeer hield rond 11.600 jaar geleden op te bestaan, toen zich in Midden-Zweden (ongeveer op de lijn Stockholm - Vänermeer) een verbinding naar de Noordzee vormde. Het meer liep in 1 à 2 jaar leeg, tot het water even hoog stond als in de Noordzee. Daarna kon er zout water uit de Noordzee naar binnen stromen. Er ontstonden brakwatergebieden in het meer, waar Yoldia kon leven.
Rond 11.000 jaar geleden vond snelle afsmelting van het restant van de ijskappen in Scandinavië plaats. Er kwam zoveel zoet water het meer in stromen, dat er een gelaagdheid ontstond in de zee: het lichtere zoete water bleef boven op het zoute water liggen. Er traden tussen verschillende plekken in de zee grote verschillen in saliniteit op.
Rond dezelfde tijd werd er een nieuwe doorgang gevormd in Denemarken, op de plaats van de huidige Grote Belt. Op zijn maximum was deze doorgang een kilometer breed. Door de postglaciale opheffing, die in heel Scandinavië optrad, zouden zowel de Deense als de Zweedse doorgangen zich weer sluiten, waardoor het water weer zoet werd en het Ancylusmeer ontstond.